# 桑巴瓦區
14°10′S 49°47′E / 14.167°S 49.783°E

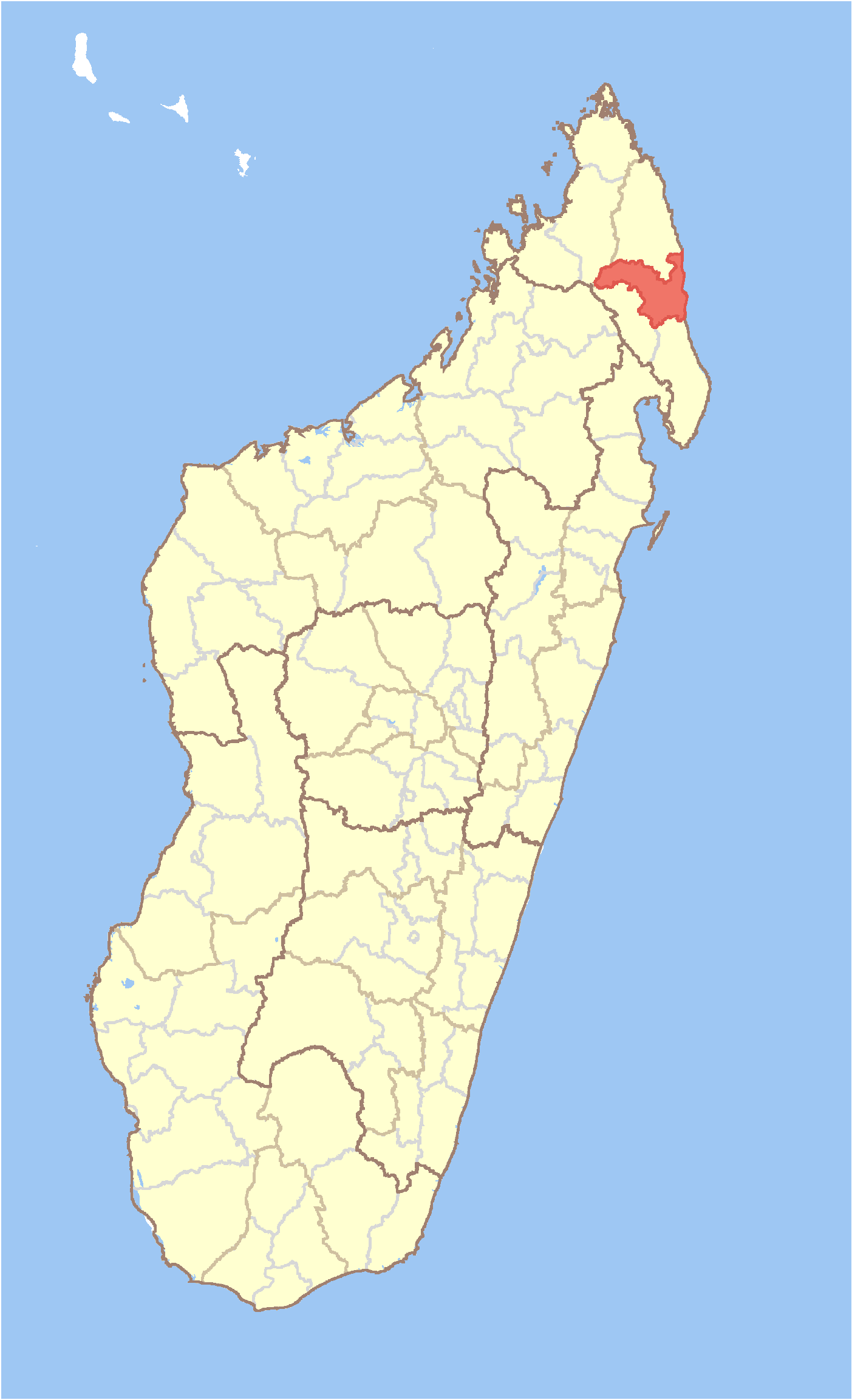

桑巴瓦區，是馬達加斯加的行政區，位於該國東北部，由薩瓦區負責管轄，首府設於桑巴瓦，面積4,780平方公里，2011年人口288,396，人口密度每平方公里60人。